# LOVE YOU 我的勇者公主
《LOVE YOU 我的勇者公主》（ラブ★ゆう）是七月隆文撰寫，三毛央（みけおう）負責插畫的輕小說作品。集英社Super Dash文庫出版發行。中文版由青文出版社代理發行。

## 故事簡介
電子角色扮演遊戲「DRAGON BLESS III 天空界的勇者公主」，銷售達到500萬套，號稱國民角色扮演遊戲。著迷於「DRAGON BLESS」系列的主角神田俊，一邊練等，一邊幻想要是女主角羅莎莉能來到現實世界該有多好。
就在這一瞬間，電視畫面突然發出閃光，羅莎莉真的出現在現實世界。同時，全日本的「DRAGON BLESS III」裏頭的女主角全部都消失無蹤，陷入無法繼續遊戲的怪異現象。
來到現實世界、一時之間搞不清楚狀況的羅莎莉，引發了襲擊日本國會等各種騷動。另一方面，學生會長白金碧空告知主角「在這樣下去遊戲世界和現實世界兩邊都要毀滅了」……

## 登場人物
神田俊
配音：柿原徹也
著迷於超人氣國民角色扮演遊戲「DRAGON BLESS」系列的高中生。對缺乏想像力感到苦惱，卻因為想像遊戲女主角羅莎莉來到現實世界的情境，而讓羅莎莉真的出現在現實世界。被羅莎莉出人意表的行為耍得團團轉。
羅莎莉
配音：後藤邑子
「DRAGON BLESS III 天空界的勇者公主」的女主角。熱愛犧牲奉獻，為了取回地上界與天空界的和平，持續著打倒魔王的旅程。想打倒魔王，必須與龍神精俊舉行婚禮。由於自己是被俊召喚到現實世界，便誤以為俊就是龍神精。
被俊提升到等級上限，除了智慧只有40以外，所有能力都達到300前後。喜歡來到現實世界後第一次吃到的食物——泡芙。認真思考會造成嚴重後果，例如引起騷靈現象。
神田真奈美
配音：久川綾
俊的母親，和丈夫高士一同經營餐廳，與高士從旁觀者的角度看來是典型的笨蛋情侶。對俊整天玩遊戲而對戀愛沒有興趣的樣子感到擔心，因此羅莎莉出現後大喜過望，計劃將他們兩個湊成一對。
神田高士
配音：竹本英史
俊的父親。
小鳩美琴
配音：松來未祐
俊的表姊，住在俊的隔壁。對俊十分照顧。重度的妄想症，擔心羅莎莉會把俊變成廢人。
冷泉院撫子
配音：加藤英美里
和俊同樣就讀四季島高中的傲嬌大小姐。靠著龐大的財力在學校施行獨裁統治，被大家稱為暴君。羅莎莉出現後，由於失去目光焦點而忌妒著羅莎莉。以前俊曾經幫她修理腳踏車。
白金碧空
配音：新谷良子
四季島高中學生會長，真實身分是「世界管理協會」的巡檢士。對俊說明蘿莉莎的現況：蘿莉莎誤以為現實世界是遊戲世界的延伸，若是讓她注意到兩者是不同世界，會造成兩個世界都破滅的結果。
渚
和「DRAGON BLESS」系列齊名的遊戲「Eternal Fantasia」（EF）系列中最有人氣的角色，被二條蓮召喚。在第三集最後曾經被消滅，後來被俊再度召喚回來。現在在神田家吃閒飯。

## 出版書籍

### 日文版
1. 2006年10月30日初版 ISBN 978-4-08-630322-4
2. 2007年2月28日初版 ISBN 978-4-08-630343-9
3. 2007年6月30日初版 ISBN 978-4-08-630363-7
4. 2007年10月30日初版 ISBN 978-4-08-630380-4
5. 2008年3月25日初版 ISBN 978-4-08-630410-8
6. 2008年7月30日初版 ISBN 978-4-08-630436-8

### 中文版
1. 2008年4月25日初版 ISBN 978-986-209-413-6
2. 2008年8月8日初版 ISBN 978-986-209-531-7
3. 2009年2月21日初版 ISBN 978-986-209-741-0
4. 2009年10月22日初版 ISBN 978-986-256-056-3
5. 2010年4月25日初版 ISBN 978-986-256-279-6
6. 2010年7月14日初版 ISBN 978-986-256-399-1

## 外部連結
- （日語） Super Dash文庫・作品介紹
- （日語） 「LOVE YOU」特集（Super Dash文庫）